# Rhigognostis
Rhigognostis is een geslacht van vlinders van de familie koolmotten (Plutellidae).

## Soorten
- R. annulatella (Curtis, 1832)
- R. dalella (Stainton, 1849)
- R. hufnagelii (Zeller, 1839)
- R. incarnatella (Steudel, 1873)
- R. kovacsi (Gozmany, 1952)
- R. kuusamoensis Kyrki, 1989
- R. schmaltzella (Zetterstedt, 1839)
- R. senilella (Zetterstedt, 1839)
- R. wolfschlaegeri (Rebel, 1940)